# Dive (VR-Brille)
Die Durovis Dive ist eine VR-Brille für Smartphones. Sie besteht aus einem Plastikgestell mit verstellbaren Linsen, in das ein Smartphone eingelegt werden kann, und einem Head-Tracking-Algorithmus, so dass die Bewegungen des Kopfes flüssig in side-by-side-3D-Anwendungen dargestellt werden.

## Entwicklung
Angeregt durch die Diskussionen im Meant to be Seen 3D-Forum und die Ankündigung der Oculus Rift, begann der Informatiker Stefan Welker anhand seiner Erfahrungen im Roboterfußball mit der Entwicklung.
Das erste veröffentlichte Projekt war die OpenDive, ein Brillengestell, das auf einem 3D-Drucker hergestellt werden kann. Die STL-Datei ist Open Source, die Linsen und ein Kopfband müssen separat besorgt werden.
Das erste Spiel für die Dive war die Version von Quake II, die eine Darstellung in side-by-side-3D erlaubte. Es kann mit einem Bluetooth-Gamecontroller gespielt werden.

## Hardware
Smartphones mit Bildschirmdiagonalen bis zu 5 Zoll passen in die Dive (maximale Breite des Smartphones: 72 Millimeter). Für iPhones liegt dem Gerät ein separater Rahmen bei. Die Linsen können auf den Augenabstand jedes Trägers eingestellt werden (auch für Kurzsichtige bis zu einigen Dioptrien). Abhängig vom verwendeten Smartphone kann ein Sichtfeld von etwa 85 Grad horizontal (90 Grad diagonal) erreicht werden. Das Head-Tracking (die Verfolgung der Kopfbewegungen und Ausgabe der Bewegungen im Spiel) läuft mit etwa 100 bis 250 Hertz. Die gesamte Rechenleistung wird vom Smartphone erbracht.

## Kompatibilität mit aktuellen Smartphones
Das Gerät muss ein Gyroskop und ein Accelerometer besitzen. Es folgt eine nicht-vollständige Liste gängiger Smartphones und der Einschätzung hinsichtlich ihrer Kompatibilität:
| Smartphone               | Sollte lt. Spec. funktionieren | Funktioniert (bestätigt durch Benutzer) | Funktioniert nicht mit Dive | Zu groß | Bemerkung                                                   |
| ------------------------ | ------------------------------ | --------------------------------------- | --------------------------- | ------- | ----------------------------------------------------------- |
| Apple iPhone 4           | x                              |                                         |                             |         |                                                             |
| Apple iPhone 4S          | x                              |                                         |                             |         |                                                             |
| Apple iPhone 5           | x                              |                                         |                             |         |                                                             |
| Apple iPhone 5C          | x                              |                                         |                             |         |                                                             |
| Apple iPhone 5S          | x                              |                                         |                             |         |                                                             |
| Asus Fonepad Note 6      | x                              |                                         |                             | x       |                                                             |
| ASUS Memopad HD7         | x                              | x                                       |                             | x       |                                                             |
| Blackberry Q10           | x                              |                                         | x                           |         | Blackberry OS                                               |
| Blackberry Z10           | x                              |                                         | x                           |         | Blackberry OS                                               |
| Google/LG Nexus 4        | x                              | x                                       |                             |         |                                                             |
| Google/LG Nexus 5        | x                              | x                                       |                             |         |                                                             |
| HTC 8X                   |                                |                                         | x                           |         | Kein Gyroskop                                               |
| HTC One                  | x                              |                                         |                             |         |                                                             |
| HTC One Mini             | x                              |                                         |                             |         |                                                             |
| HTC One S                | x                              |                                         |                             |         |                                                             |
| HTC One X                | x                              |                                         |                             |         |                                                             |
| HTC One X+               | x                              |                                         |                             |         |                                                             |
| HTC Sensation            | x                              |                                         |                             |         |                                                             |
| HTC Sensation XE         | x                              |                                         |                             |         |                                                             |
| HTC Velocity 4G          | x                              |                                         |                             |         |                                                             |
| Huawei Ascend G 615      | x                              |                                         |                             |         |                                                             |
| Huawei Ascend Mate       |                                |                                         | x                           |         | Kein Gyroskop                                               |
| Huawei Ascend P1         | x                              |                                         |                             |         |                                                             |
| iOcean X7                | x                              | x                                       |                             |         |                                                             |
| LG G2                    | x                              |                                         |                             |         |                                                             |
| LG Optimus 3D Max (P720) | x                              | x                                       |                             |         |                                                             |
| LG Optimus 4X HD (P880)  | x                              | x                                       |                             |         |                                                             |
| LG Optimus G (E975)      | x                              |                                         |                             |         |                                                             |
| LG Optimus G Pro         | x                              |                                         |                             |         |                                                             |
| LG P940 Prada 3          | x                              |                                         |                             |         |                                                             |
| Motorola Moto G          |                                |                                         | x                           |         | kein Gyroskop                                               |
| Motorola Moto G LTE      | x                              | x                                       |                             |         |                                                             |
| Motorola Moto X          | x                              |                                         |                             |         |                                                             |
| Nokia 808 PureView       |                                |                                         | x                           |         | Symbian-Telefon                                             |
| Nokia Lumia 1020         | x                              |                                         | x                           |         | Windows-Telefon                                             |
| Nokia Lumia 920          | x                              |                                         | x                           |         | Windows-Telefon                                             |
| Nokia Lumia 925          | x                              |                                         | x                           |         | Windows-Telefon                                             |
| Samsung Ativ S           | x                              |                                         |                             |         |                                                             |
| Samsung Galaxy Ace 3     | x                              |                                         |                             |         |                                                             |
| Samsung Galaxy Beam      | x                              |                                         |                             |         |                                                             |
| Samsung Galaxy Note      | x                              |                                         |                             | x       |                                                             |
| Samsung Galaxy Note 2    | x                              |                                         |                             | x       |                                                             |
| Samsung Galaxy Note 3    | x                              |                                         |                             | x       |                                                             |
| Samsung Galaxy S II      | x                              | x                                       |                             |         |                                                             |
| Samsung Galaxy S III     | x                              | x                                       |                             |         |                                                             |
| Samsung Galaxy S3 Mini   | x                              |                                         |                             |         |                                                             |
| Samsung Galaxy S4        | x                              | x                                       |                             |         |                                                             |
| Samsung Galaxy S4 Active | x                              |                                         |                             |         |                                                             |
| Samsung Galaxy S4 Mini   | x                              |                                         |                             |         |                                                             |
| Samsung Galaxy S4 Zoom   | x                              |                                         |                             |         |                                                             |
| Sony Xperia P            | x                              |                                         |                             |         |                                                             |
| Sony Xperia S            | x                              |                                         |                             |         |                                                             |
| Sony Xperia SP           | x                              | x                                       |                             |         |                                                             |
| Sony Xperia T            | x                              |                                         |                             |         |                                                             |
| Sony Xperia Z            | x                              | x                                       | x                           |         | Sensoren müssen ab und zu durch Reboot zurückgesetzt werden |
| Sony Xperia Z Ultra      | x                              |                                         |                             |         |                                                             |
| Sony Xperia Z1           | x                              |                                         |                             |         |                                                             |
| THL W11                  |                                |                                         | x                           |         |                                                             |